# グルコース-6-リン酸デヒドロゲナーゼ
グルコース-6-リン酸デヒドロゲナーゼ（Glucose-6-phosphate dehydrogenase ,G6PD）は、NADPH濃度を維持することにより細胞へ還元エネルギーを供給するペントースリン酸経路に関与する細胞質酵素の一つ。このNADPHは細胞内の主要な抗酸化成分であるグルタチオンの濃度を維持し、細胞を酸化的ダメージから保護している。また、NADPHは組織では肝臓や乳腺、脂肪組織および副腎における、脂肪酸やイソプレノイドの生合成にも使われている。この酵素の遺伝的欠損による非免疫性溶血性貧血(グルコース6リン酸脱水素酵素欠損症)はヒトにおいて顕著である。

## 反応
G6PDは以下の化学反応を触媒する。
D-グルコース-6-リン酸 + NADP+ {\displaystyle \rightleftharpoons } D-グルコノ-1,5-ラクトン-6-リン酸 + NADPH + H+
反応式の通り、G6PDの基質はD-グルコース-6-リン酸とNADP+、生成物はD-グルコノ-1,5-ラクトン-6-リン酸とNADPHとH+である。

## 分布
G6PDは、ヒトからバクテリアに至るまで広く分布している。高等植物ではいくつかの型が報告されており、細胞質基質、プラスチドストロマおよびペルオキシソームに局在している。